# Misson (Nottinghamshire)
Misson is een civil parish in het bestuurlijke gebied Bassetlaw, in het Engelse graafschap Nottinghamshire met 745 inwoners.